# Kościół Podwyższenia Krzyża Świętego w Lublińcu
Kościół Podwyższenia Krzyża Świętego w Lublińcu – kościół znajdujący się w centrum miasta, jedna z najstarszych świątyń w Lublińcu.

## Historia i wnętrze
Kościół Świętego Krzyża, którego fundatorem był książę opolski Jan, wzniesiono w 1505 r. 9 stycznia 1661 r. założono przy kościele szpital, pod tym samym wezwaniem. W 1842 r. kościół gruntownie odremontowano, a w 1929 r. przebudowano i przeznaczono na kościół garnizonowy. W 1962 r. kościół pw. Świętego Krzyża został ustanowiony rektoratem. 21 października 1990 r. dekretem biskupa katowickiego została erygowana parafia Podwyższenia Krzyża Świętego.
Na wieży kościoła wisi jeden dzwon. Nosi imię św. Leondarda oraz Teresy Benedykty od Krzyża. Waży ok. 100 kg i wydaje ton fis". Został odlany w 1998 roku w Ludwisarni Felczyńskich w Taciszowie.

## Organy
W 1995 roku ks. Leonard Pająk zlecił generalny remont liczącego 150 lat instrumentu. Wymieniono między innymi miechy, wymieniono piszczałki drewniane na cynowe i uzupełniono szereg brakujących piszczałek. Roboty na przełomie lat 1995 i 1996 wykonała firma Henryka Hobera z Olesna. W 2016 roku ta sama firma wybudowała nowe organy, zachowując oryginalny prospekt.
Dyspozycja instrumentu:
| Manuał I          | Manuał II        | Pedał           |
| ----------------- | ---------------- | --------------- |
| 1. Pryncypał 8'   | 1. Gedakt 8'     | 1. Subbas 16'   |
| 2. Bourdon 8'     | 2. Salicjonał 8' | 2. Oktawbas 8'  |
| 3. Oktawa 4'      | 3. Pryncypał 4'  | 3. Gedaktbas 8' |
| 4. Superoktawa 2' | 4. Rurflet 4'    |                 |
| 5. Mixtura 3 fach | 5. Nasard 2 2/3' |                 |
|                   | 6. Gemshorn 2'   |                 |

## Zgromadzenia zakonne przy kościele
- Zakon Braci Mniejszych (OFM)